# Soto (Santander)
Pour les articles homonymes, voir Soto.
La province de Soto est l'une des six provinces du département de Santander en Colombie.
Elle est située au nord du département et est ainsi nommée en hommage à Francisco Soto. Sur son territoire se trouve la capitale du département : Bucaramanga.